# Anthemis rigida
Anthemis rigida — однолетнее травянистое растение, вид рода Пупавка (Anthemis) семейства Астровые (Asteraceae).

## Ботаническое описание
Однолетнее травянистое растение, терофит, высотой от 3 до 15 см. В основном многочисленные стебли толстые и жесткие. Листья одно-двух перисто-лопастные с ланцетными, линейно-лопастными сегментами, заканчивающимися заострённым или тупым кончиком. Капительчатые черешки утолщены и часто изогнуты. Лучевые соцветия отсутствуют или стерильны. Листья метелки от ланцетных до обратнояйцевидно-клиновидных, перепончатые. Венчик цилиндрической или обратнояйцевидной формы. Все прицветники заострённые, без кожицы или с очень узкой кожистой каймой. Когда растение плодоносит, стебли капители утолщаются и отгибаются назад.
Период цветения в Северном полушарии — с февраля по май.
Число хромосом 2n = 18.

## Распространение и экология
Anthemis rigida встречается в северо-восточной части Средиземноморья. Ареал включает Сицилию, Грецию, Крит, Турцию и Кипр. Вид произрастает на песчаных и каменистых побережьях, пустошах и карстовых воронках. Может выступать пионерским видом растений.

## Систематика
Выделяют три подвида:
- Anthemis rigida subsp. ammanthiformis (Greuter & Rech. f.) Greuter: встречается только в Греции[3].
- Anthemis rigida subsp. liguliflora (Halácsy) Greuter: встречается в Греции и на Крите.
- Anthemis rigida subsp. rigida.